# Мамхегов, Михаил Шуевич
Михаил Шуевич Мамхегов (кабард.-черк. Мамхэгъ Шу и къуэ Михаил;  14 июля 1936 — 19 апреля 2005) — советский и российский государственный деятель, председатель Совета Министров Кабардино-Балкарской АССР в 1988-1991 годах. Народный депутат РФ в 1990-1993 годах.

## Биография
Окончил Кубанский сельскохозяйственный институт (1959 г.) и Высшую партийную школу при ЦК КПСС. Кандидат сельскохозяйственных наук.
Трудовую деятельность начал в 1959 году инженером на Малокабардинской РТС. Работал инженером-механиком колхоза «Красный Терек», старшим инженером республиканского объединения «Сельхозтехника».
- 1965-1966 — второй секретарь Терского райкома КПСС Кабардино-Балкарской АССР.
- 1966-1974 — председатель объединения «Каббалксельхозтехника».
- 1974-1977 — первый секретарь Терского райкома КПСС Кабардино-Балкарской АССР.
- 1977-1984 — заместитель председателя Совета министров Кабардино-Балкарской АССР.
- 1984-1985 — секретарь Кабардино-Балкарского обкома КПСС.
- 1985-1988 — второй секретарь Кабардино-Балкарского обкома КПСС
- 1988-1991 — председатель Совета Министров Кабардино-Балкарской АССР.
- 1991 - генеральный директор Кабардино-Балкарского объединения молочной промышленности (г. Нальчик).
- 1997-2003 — депутат Совета Республики Парламента КБР.

Избирался членом ЦК Компартии РСФСР (1990-1991), народным депутатом РФ (1990-1993), депутатом Верховного Совета КБАССР 9–12 созывов. Неоднократно избирался членом бюро обкома КПСС.

## Награды и звания
- Орден Трудового Красного Знамени
- Орден «Знак Почёта»
- Орден «Знак Почёта»
- Заслуженный работник сельского хозяйства Российской Федерации
- Почётный гражданин города Нальчика
- Почётный гражданин города Терека